# Managuai főegyházmegye
Az 1913. december 2-án alapított Managuai főegyházmegye a római katolikus egyház egyetlen nicaraguai főegyházmegyéje.

## Szuffragáneus egyházmegyék
A főegyházmegye szuffragáneus egyházmegyéi:
- Bluefieldsi egyházmegye
- Estelí-i egyházmegye
- Granadai egyházmegye (Nicaragua)
- Jinotegai egyházmegye
- Juigalpai egyházmegye
- Leóni egyházmegye (Nicaragua)
- Matagalpai egyházmegye
- Siunai egyházmegye

## Főpásztorok
- José Antonio Lezcano y Ortega érsek (1913–1952)
- Vicente Alejandro González y Robleto (1952–1968)
- Miguel Obando Bravo, bíboros S.D.B. (1970–2005)
- Leopoldo Brenes bíboros (2005–)

## Szomszédos egyházmegyék
- Leóni egyházmegye (Nicaragua) (északkelet)
- Matagalpai egyházmegye (észak)
- Granadai egyházmegye (Nicaragua) (kelet)